# 志知バスストップ
志知バスストップ（しちバスストップ）とは、兵庫県南あわじ市志知の神戸淡路鳴門自動車道本線上にある高速バス乗り場。バスの時刻表上では、各社ごとに微妙に表記が異なっているが「志知」「西淡志知」「高速淡路志知」のいずれかで称されている。ここでは隣接する「陸の港西淡バスターミナル」についても紹介する。

## 志知バスストップ

### 発着するバス
舞子・福良線、淡路・徳島線以外はクローズドドアシステム採用で乗車前要予約の高速バス
- 上り線
  - 高速舞子・神戸三宮・USJ・大阪駅前（桜橋口高架下）・OCAT・なんば高速バスターミナル行（高松エクスプレス（フットバス））
※全便乗降車可能。
  - 高速舞子行(舞子・福良線/■各停タイプ/淡路交通/交通系ICカード利用可)
※陸の港西淡経由のバスは停車しない（後述の陸の港西淡に停車）
  - 洲本バスセンター行(淡路・徳島線/淡路交通)
  - 関西国際空港行(徳島バス・本四海峡バス・関西空港交通・南海バス)
  - 名神高槻・名神大山崎・京都駅行(阿波エクスプレス京都号/徳島バス・本四海峡バス・西日本ジェイアールバス・ジェイアール四国バス・京阪バス)
  - バスタ新宿・東京駅・東京ディズニーランド行（ドリーム号 (東京 - 四国)/ジェイアール四国バス・ジェイアールバス関東）
- 下り線
  - 高松・国分寺行（高松エクスプレス（フットバス））
※全便乗降車可能。
  - 高速鳴門（鳴門駅）・徳島駅行(淡路・徳島線/淡路交通)
  - 淡路島南IC・福良行(舞子・福良線/■各停タイプ/淡路交通/交通系ICカード利用可)
※陸の港西淡経由のバスは停車しない（後述の陸の港西淡に停車）

## 陸の港西淡
陸の港西淡（りくのみなとせいだん）は西淡町（当時）が設置したハブバスターミナルである。
管理は南あわじ市が行っている。

### 発着バス
- 1・2番のりば発着バスは交通系ICカード利用可（みなと観光バスはPiTaPa利用不可）
- 1番のりば
  - 福良行(舞子・福良線/淡路交通、三ノ宮・福良線/淡路交通・神姫バス)
※福良までノンストップ
※舞子・福良線で淡路島南IC経由のバスは停車しない（前述の志知バスストップに停車）

- 2番のりば（舞子・福良線以外は一部便を除いて当停留所から神戸方でクローズドドアシステム採用）
  - 高速舞子行(舞子・福良線/■各停タイプ/淡路交通)
※淡路島南IC経由のバスは停車しない（前述の志知バスストップに停車）
  - 高速舞子・神戸三宮・新神戸駅・神戸空港行(三ノ宮・福良線、くにうみライナー南あわじ線/■速達タイプ（一部便を除く）/淡路交通・神姫バス・本四海峡バス)
  - 三ノ宮(淡路島線/みなと観光バス)

- 3番のりば
  - らん・らんバス(コミュニティバス/みなと観光バス)
    - 西循環線(せい太くん号)
    - 中央循環線（らんちゃん号）
    - 南北幹線（すいせん号）

  - 徳島空港行（オニオンバス/淡路交通・みなと観光バス/PiTaPaを除く交通系ICカード利用可/予約定員制・路線固定デマンド型交通）
  - UZU LOOP Free Shuttle Bus（みなと観光バス）

- 4番のりば
  - 淡路交通
    - 洲本バスセンター行（鳥飼線・長田線）

### 施設内設備・その他
- 待合所内に男女別トイレあり。（車椅子対応もあり）
- 管理事務所にて高速バスの一部路線の乗車券販売も行っている。
- 駐車場・タクシー乗り場が設置されている。ただしタクシーは常駐していないため電話をする必要がある。
- 付近を兵庫県道477号阿那賀市線（うずしおライン）が通る。

## 隣
E28神戸淡路鳴門自動車道
(9)西淡三原IC - 志知BS/陸の港西淡 - (10)淡路島南IC/BS/PA

## 周辺情報
- ローソン西淡町志知店
- 南あわじ市立志知小学校
- 吉備国際大学農学部
- 淡路志知郵便局
- マルナカ南あわじ店
- 農業屋南あわじ店
- みなと観光バス本社・車庫